# Sobo Fluctus
Il Sobo Fluctus è una struttura geologica della superficie di Io.